# Dániel Magay
Dániel Magay (n. 6 aprilie 1932, Seghedin, Ungaria) este un scrimer maghiar, medaliat olimpic. A participat la o ediție a Jocurilor Olimpice (1956) în care a câștigat o medalie de aur.